# Беннет, Чарльз, 3-й граф Танкервиль
Чарльз Беннет, 3-й граф Танкервиль (англ. Charles Bennet, 3th Earl of Tankerville; 6 сентября 1716 — 27 октября 1767) — британский пэр и политик. Он носил титул учтивости — лорд Оссулстон с 1722 по 1753 год.

## Происхождение и образование
Родился 6 сентября 1716 года. Старший сын Чарльза Беннета, 2-го графа Танкервиля (1697—1753), и Камиллы Колвилл, дочери Эдварда Колвилла.
Он получил образование в Винчестерском колледже (Винчестер, графство Хэмпшир).

## Карьера
Прапорщик 3-го гвардейского пехотного полка (1734), капитан 24-го пехотного полка (1739), майор пехотного полка Коттерелла (1741), подполковник 1-го гвардейского пехотного полка (1743—1749).
Чарльз Беннет заседал в Палате общин Великобритании от Нортумберленда с 1748 по 1749 год, когда его сместили по петиции.
14 марта 1753 года после смерти своего отца Чарльз Беннет унаследовал титулы 3-го графа Танкервиля и 4-го лорда Оссулстона, заняв своё место в Палате лордов.

## Семья
23 сентября 1742 года лорд Танкервиль женился на Алисе Эстли (? — 1755), дочери сэра Джона Эстли, 2-го баронета, и Мэри Принс. У супругов было четверо детей:
- Леди Фрэнсис Алисия Беннет, 1-й муж — преподобный Ричард Сэндис, 2-й муж — Уильям Эслонг, 3-й муж — преподобный Эдвард Бекингем Бенсон.
- Леди Камилла Элизабет Беннет (? — 2 сентября 1821), она вышла азмуж в 1778 году за Роберта Робинсона.
- Чарльз Беннет, 4-й граф Танкервиль (15 ноября 1743 — 10 декабря 1822), старший сын и преемник отца.
- Генерал Генри Эстли Беннет (? — 1815).

Лорд Танкервиль пережил её на двенадцать лет и умер в октябре 1767 года в возрасте 51 года. Графство ему наследовал его старший сын Чарльз.